# پادشاهی بورگوندی

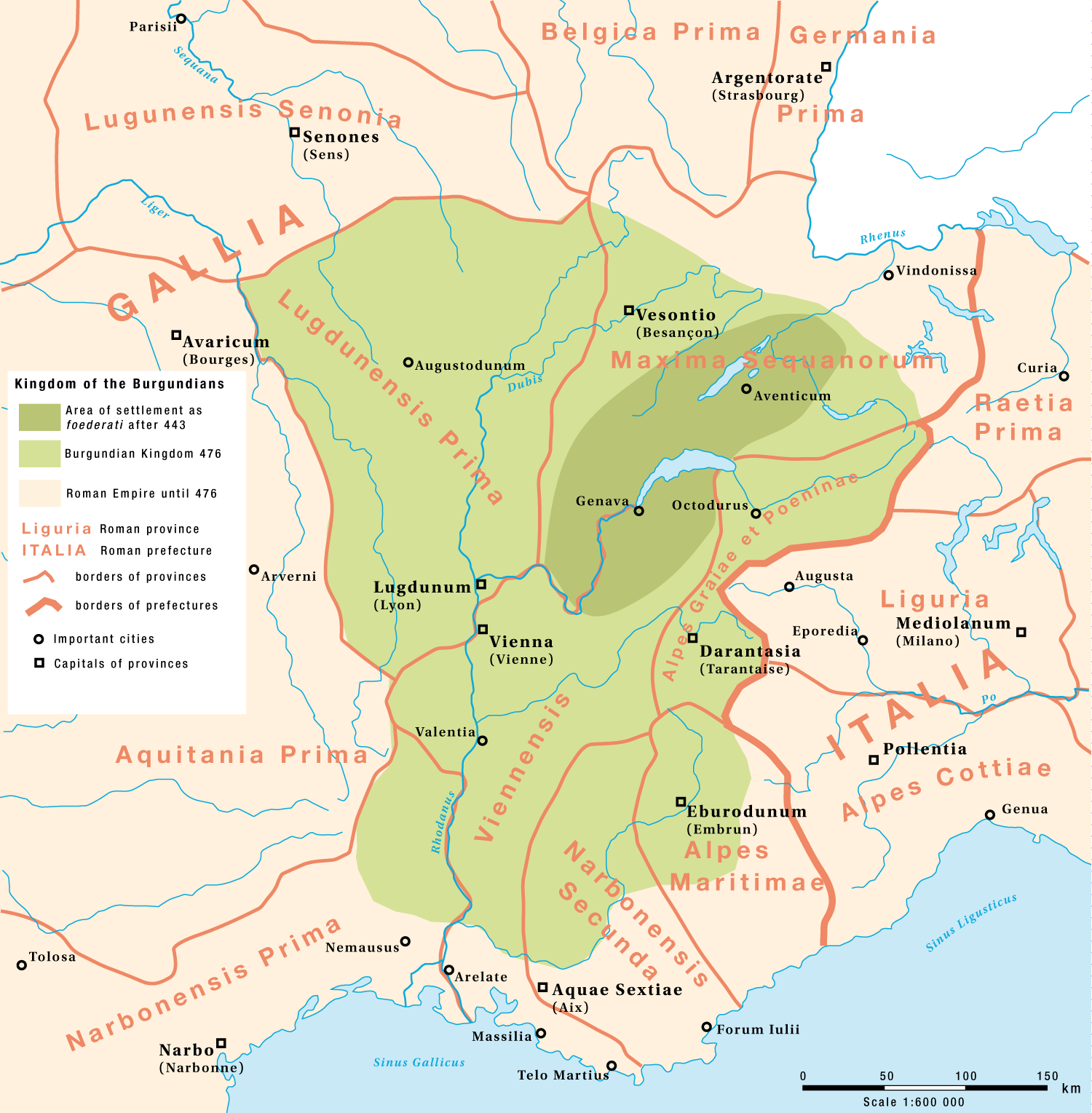
پادشاهی بورگوندی در سال ۴۴۳.

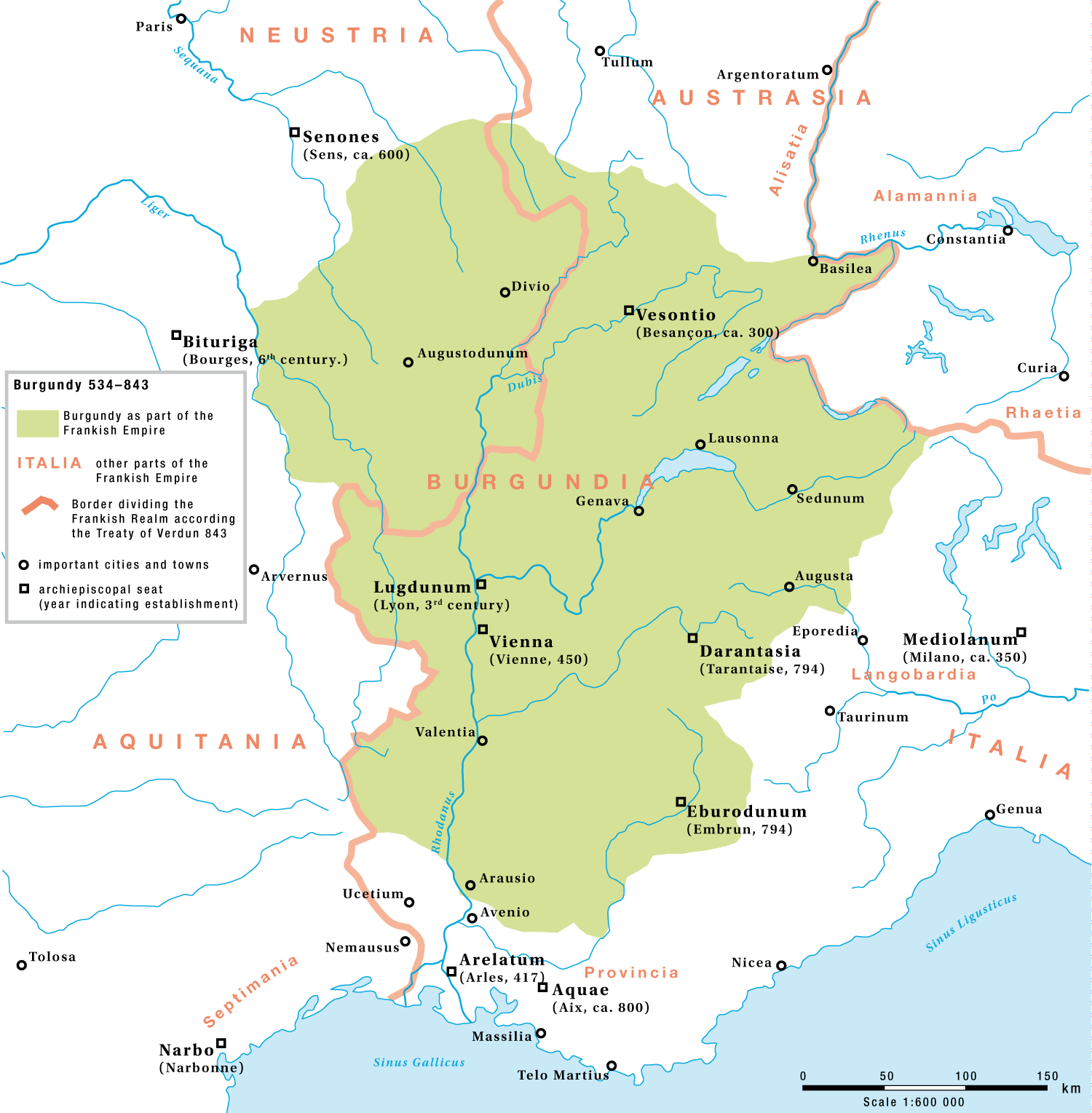
بورگوندی در قرن ۶ و ۷ میلادی.

پادشاهی بورگوندی (به انگلیسی: Kingdom of Burgundy)، نامی‌ست که به بعضی از کشورهای واقع در غرب اروپا در طی قرون وسطی داده می‌شود. مرزهای این پادشاهی تاریخی هم‌مرز با فرانسه، ایتالیا و سوئیس است که شامل شهرهای مهمی از جمله شهر ژنو و لیون می‌شود. با وجود ساختار مشابه با ساختار قرون وسطایی، پادشاهی بورگوندی به دو بخش بورگوندی علیا و سفلی و پروانس تقسیم شده‌است که در ادامه این نواحی مبدل به پادشاهی بورگوندی‌ها، کنت‌نشین بورگوندی، دوک‌نشین بورگوندی و پادشاهی پروانس شده‌اند.